# Nahi (gewog)
Nahi (dzong. ན་ཧི་་) – gewog w dystrykcie Wangdü Pʽodrang w Królestwie Bhutanu. Według spisu powszechnego z 2005 roku, gewog ten zamieszkiwały 823 osoby.
Gewog Nahi podzielony jest na 5 mniejszych jednostek zwanych chiwogami. Noszą one następujące nazwy: Khoorjungla Langmizi, Haebisa, Usea-Gog Thabji, Halued Usea-Wog i Nagbisa.

## Demografia
Według Bhutańskiego Urzędu Statystycznego gewog ten zamieszkuje 449 mężczyzn i 374 kobiety (dane za rok 2005) w 152 domostwach. Stanowiło to 2,6% ludności dystryktu.